# Perilasius brunneus
Perilasius brunneus là một loài bọ cánh cứng trong họ Cerambycidae.